# Geveshausen
Geveshausen ist ein Ortsteil der Gemeinde Dötlingen im niedersächsischen Landkreis Oldenburg im Naturpark Wildeshauser Geest.
Der etwa fünf Kilometer nördlich vom Ortskern von Dötlingen gelegene Ortsteil hat 94 Einwohner (Stand: 1. August 2022). Zur Bauerschaft Geveshausen gehören Ohe (Dötlingen) sowie die Einzelgehöfte am Geveshauser Grad und to Hus. Es wird überwiegend Landwirtschaft betrieben.
Nördlich von Geveshausen fließt der Rittrumer Mühlbach, ein fünfeinhalb Kilometer langer rechtsseitiger Nebenfluss der Hunte.
To Hus war nach dem Zweiten Weltkrieg ein Müttergenesungsheim. Heute ist dort die Fachklinik Oldenburger Land für Suchtkranke untergebracht.

## Söhne und Töchter (Auswahl)
- Heinrich Hollmann (1865–1924), Landwirt und Politiker (DVP), Landtagsabgeordneter